# Vagyim Ramiljevics Ajupov
Vagyim Ramiljevics Ajupov (oroszul: Вадим Рамильевич Аюпов, baskírul: Вадим Рәмил улы Әйүпов) (Ufa, 1974. október 13. –) Európa-bajnoki bronzérmes oroszországi baskír tőrvívó.